# Afzelia rhomboidea
Afzelia rhomboidea (Blanco) Fern.-Vill., 1880 è una specie arborea appartenente alla famiglia delle Fabacee, endemica delle Filippine.

## Conservazione
La Lista rossa IUCN classifica Afzelia rhomboidea come specie vulnerabile, in quanto minacciata dalla distruzione del suo habitat, causata dalla deforestazione e dall'espansione delle aree agricole.